# Джаббаров, Тулкин Отахонович
Тулкин Отахонович Джаббаров (узб. Tulkin Otaxonovich Jabborov; 1950 — 4 октября 2023) — узбекский государственный деятель. С 6 ноября 1996 по 17 сентября 2004 год являлся хокимом Наманганской области.

## Биография
Родился в 1950 году.
6 ноября 1996 года президент Узбекистана Ислам Каримов подписал указ о назначении Тулкина Джаббарова хокимом Наманганской области.
Избирался депутатом Олий Мажлиса Республики Узбекистан II созыва (2000—2005) от Туракурганского избирательного округа № 85, был выдвинут Наманганским областным Советом народных депутатов.
17 сентября 2004 год освобожден от должности хокима Наманганской области «согласно поданному заявлению».
С июля 2001 года председатель Ассоциации женского футбола Узбекистана.
Тулкин Джаббаров скончался 4 октября 2023 года после продолжительной болезни, ему было 73 года. 